# 王印川
王 印川（おう いんせん）は清末民初の政治家。北京政府では安徽派などに属し、国民政府成立後も中ソ交渉などに携わった人物である。字は月波。号は空海。

## 事績

### 清末民初の活動
1903年（光緒29年）、癸卯科挙人となる。後に日本に留学し、1910年（宣統2年・明治43年）に早稲田大学専門部政治経済科を卒業している。また中央大学でも学び、法学士の称号を得たとされる。1911年（宣統3年）に帰国すると河南高等学堂教務長に任ぜられたが、まもなく河南独立を謀り、事が漏れて上海に逃れた。上海では『民立報』の編輯となっている。
中華民国成立後の1912年（民国元年）初めに、統一党の幹事に選ばれ、まもなく副総理とされた。同年5月、統一党が民社などと合併して共和党が結成されると、王印川はここでも幹事となる。翌1913年（民国2年）、衆議院議員に当選する。同年5月、進歩党が結成されると、王は同党理事に選出された。その後、憲法起草委員、政治会議議員、約法会議議員を歴任する。1914年（民国3年）5月、参政院参政に任ぜられ、北京『黄鐘日報』を主宰した。

### 安徽派、奉天派での活動
1916年（民国5年）、袁世凱死後に復活した国会で衆議院秘書長を務めた。1918年（民国7年）、安徽派を支持する安福倶楽部に加入し、同党評議会副会長となっている。同年9月、安福国会で衆議院議員に選出され、同院秘書長に再任された。1920年（民国9年）2月、署理河南省省長に任ぜられる。7月、安徽派が安直戦争で敗北すると、安徽派に与していた王印川も下野した。
1924年（民国13年）、王印川は奉天派指導者・張作霖の顧問となる。翌年7月、段祺瑞の執政政府で臨時参政院参政に任ぜられた。1927年（民国15年）、張作霖が大元帥になると、王は河南招撫使に任ぜられる。北京政府が崩壊すると、王は下野、大連に閑居した。

### 国民政府での活動
国民政府成立後の1929年（民国18年）、王印川は中ソ会議代表団秘書に任ぜられ、以後数年間、ソビエト連邦との交渉に関与した。1934年（民国23年）7月、安徽省政府主席劉鎮華の下で、同省政府委員兼秘書長に任ぜられた。1937年（民国26年）4月、王は劉とともに辞任し、以後故郷に引退した。1939年（民国28年）、天津にて病没。日本側からの傀儡政権参加要請をあくまで拒絶し、抗議の断食をして死に至ったとされる。享年62。

## 著作
- 『蘇俄考察記』
- 『蘇俄五年計劃奮鬥成功史』

## 注
1. ↑  早稲田大学校友会(1934)、159頁。
2. ↑  徐主編（2007）、83頁によると、早稲田大学で法学士を取得した、としている。しかし劉主編（2005）、148頁によると、早稲田大学で経済を学んだ後、中央大学で法学士を取得した、としている。どちらが正しいかは不明。
3. 1 2 3 4 5  徐主編（2007）、83頁。
4. 1 2 3 4 5  劉主編（2005）、148頁。
5. ↑  謝（1924）、42頁、49頁、54頁。